# Thanks for the Lobster
Thanks for the Lobster è un cortometraggio muto del 1914 diretto e interpretato da Wally Van.

## Produzione
Il film fu prodotto dalla Vitagraph Company of America.

## Distribuzione
Distribuito dalla General Film Company, il film - un cortometraggio di 225 metri - uscì nelle sale cinematografiche statunitensi il 6 novembre 1914. Nelle proiezioni, veniva programmato con il sistema dello split reel, accorpato in un'unica bobina con un altro cortometraggio prodotto dalla Vitagraph, Performing Bears.